# Elizabeth Edwards (Historikerin)
Elizabeth Jane Mary Edwards (* 24. Februar 1952) ist eine britische Historikerin und visuelle Anthropologin. Ihr Forschungsschwerpunkt liegt auf dem Verhältnis zwischen Fotografie, Geschichte und Anthropologie und umfasst Untersuchungen zur Geschichte und historischen Vorstellungen von Fotografie sowie deren sozialen Praktiken und Materialität.

## Leben
Edwards ist emeritierte Professorin für Fotogeschichte an der De Montfort University. Dort leitete sie mehrere Jahre das Photographic History Research Centre (PHRC). Am Pitt Rivers Museum der University of Oxford war sie als Kuratorin tätig. Sie war wissenschaftliche Mitarbeiterin am Institute of Social and Cultural Anthropology der University of Oxford und Honorarprofessorin am Department of Anthropology des University College London.
2017 war sie Andrew W. Mellon Gastprofessorin am Victoria and Albert Research Institute, London.
Edwards ist zudem Fellow des Royal Anthropological Institute und war von 2009 bis 2012 Vizepräsidentin. Sie war Vorsitzende der Museum Ethnographers Group.

## Forschung
In ihrer Forschung arbeitet Edwards umfassend zur Geschichte der Fotografie. Fotografien analysiert sie dabei vor allem als Bilder, die in jeweils spezifischen sozialen kulturellen Praktiken entstehen und zugleich als materielle Objekte zu erforschen sind. Eines ihrer zentralen Fachgebiete ist darüber hinaus die Geschichte der Fotografie im Kontext des Kolonialismus sowie deren Rolle als Medientechnik und visuelle Methode (kolonialer) Anthropologie.

### Auszeichnungen
2014 wurde sie von der Society for Visual Anthropology der American Anthropological Association mit dem Lifetime Achievement Award ausgezeichnet. 2015 wurde Edwards zum Fellow der British Academy gewählt. 2017 erhielt sie dort den „Photographic Studies Price“ und wurde 2020 mit dem „J Dudley Johnston Award“ der Royal Photographic Society ausgezeichnet.

## Veröffentlichungen (Auswahl)

### Monografien
- Raw Histories: Photographs, Anthropology and Museums, Routledge 2001, ISBN 978-1859734971.
- The Camera as Historian: Amateur Photographers and Historical Imagination, 1885-1918, Duke University Press 2012, ISBN 978-0822350903.
- Photographs and the Practice of History: A Short Primer, Bloomsbury Academic 2022, ISBN 978-1350120648.

### Herausgaben
- Anthropology and Photography, 1860-1920, Yale University Press 1992, ISBN 978-0300051681.
- mit Janice Hart: Photographs Objects Histories: On the Materiality of Images, Taylor & Francis Ltd 2004, ISBN 978-0415254410.
- mit Chris Gosden und Ruth B. Philips: Sensible Objects: Colonialism, Museums and Material Culture, Berg Publishers 2006, ISBN 978-1845203245.
- mit Christopher Morton: Photography, Anthropology and History: Expanding the Frame, Routledge 2012, ISBN 978-0754679097.
- mit Siegrid Lien: Uncertain Images: Museums and the Work of Photograph, Routledge, 2014 ISBN 978-1409464891.

### Artikel
- „Visualizing History.“ In: Canberra Anthropology, 17/2, 1–26, 1994. doi:10.1080/03149099409508417
- „Anthropology and Photography: A long history of knowledge and affect.“ In: Photographies, 8/3, 235–252, 2015. doi:10.1080/17540763.2015.1103088